# Limaria
Genre
Limaria est un genre de mollusques bivalves de la famille des Limidae. Ces espèces se caractérisent par le grand nombre de tentacules qui sortent des bords de la coquille.

## Liste des espèces et sous-espèces
Selon World Register of Marine Species (2 octobre 2013) :
- Limaria africana (Bartsch, 1915)
- Limaria amakusaensis (Habe, 1960)
- Limaria angustata (G. B. Sowerby II, 1872)
- Limaria arcuata Turton, 1932
- Limaria auaua (Dall, Bartsch & Rehder, 1938)
- Limaria basilanica (Adams & Reeve, 1850)
- Limaria cumingii (G. B. Sowerby II, 1843)
- Limaria dentata (G. B. Sowerby II, 1843)
- Limaria fenestrata (Prashad, 1932)
- Limaria fragilis (Gmelin, 1791)
- Limaria hakodatensis (Tokunaga, 1906)
- Limaria hawaiana (Dall, Bartsch & Rehder, 1938)
- Limaria hemphilli (Hertlein & Strong, 1946)
- Limaria hians (Gmelin, 1791)
- Limaria hirasei (Pilsbry, 1901)
- Limaria hyalina (Verrill & Bush, 1898)
- Limaria keohea (Dall, Bartsch & Rehder, 1938)
- Limaria kiiensis (Oyama, 1943)
- Limaria lahaina (Dall, Bartsch & Rehder, 1938)
- Limaria locklini (McGinty, 1955)
- Limaria loscombi (G. B. Sowerby I, 1823)
- Limaria orbignyi (Lamy, 1930)
- Limaria orientalis (Adams & Reeve, 1850)
- Limaria pacifica (d'Orbigny, 1846)
- Limaria parallela (Dall, Bartsch & Rehder, 1938)
- Limaria pellucida (C. B. Adams, 1848)
- Limaria perfragilis (Habe & Kosuge, 1966)
- Limaria rotundata (Sowerby II, 1843)
- Limaria stertum (Iredale, 1939)
- Limaria thryptica (Penna-Neme, 1971)
- Limaria tuberculata (Olivi, 1792)
- Limaria viali (Jousseaume in Lamy, 1920)

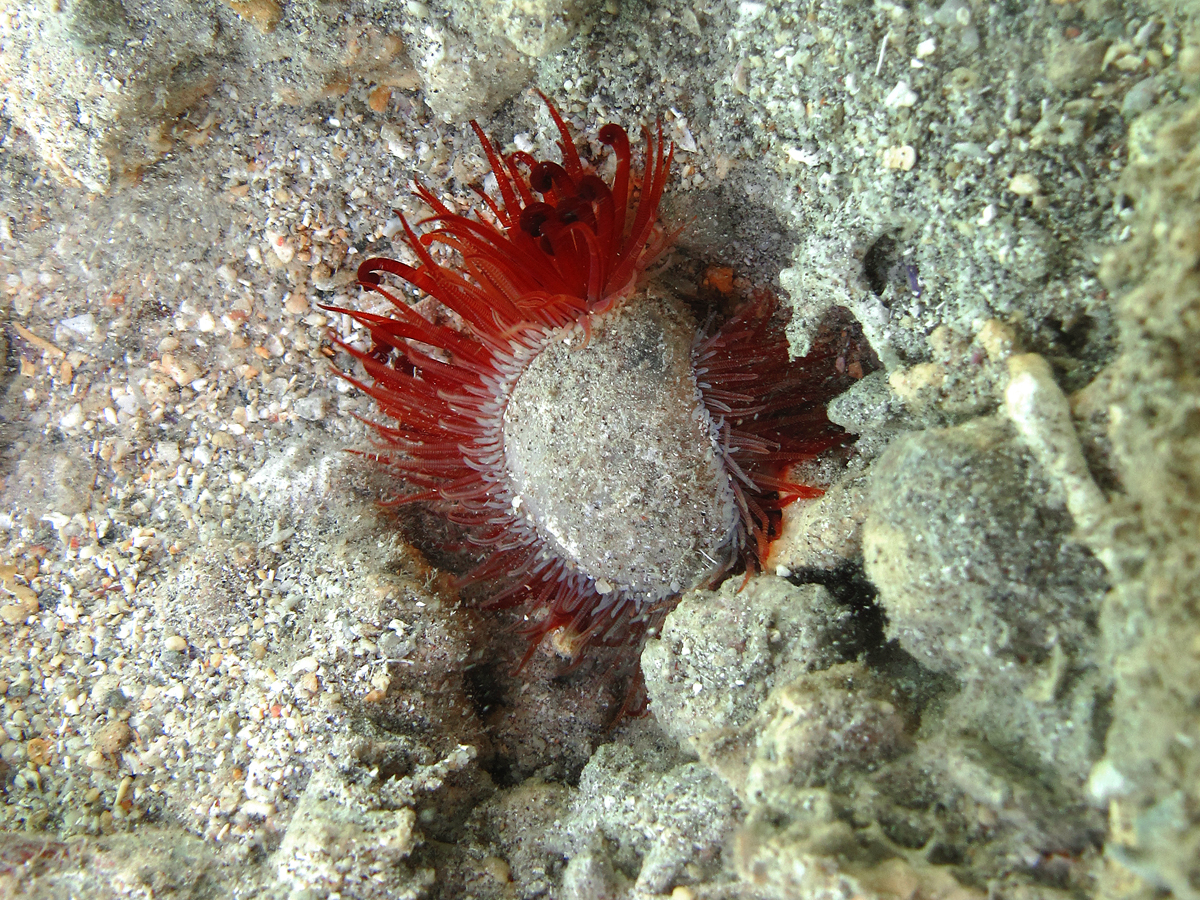
Limaria fragilis.
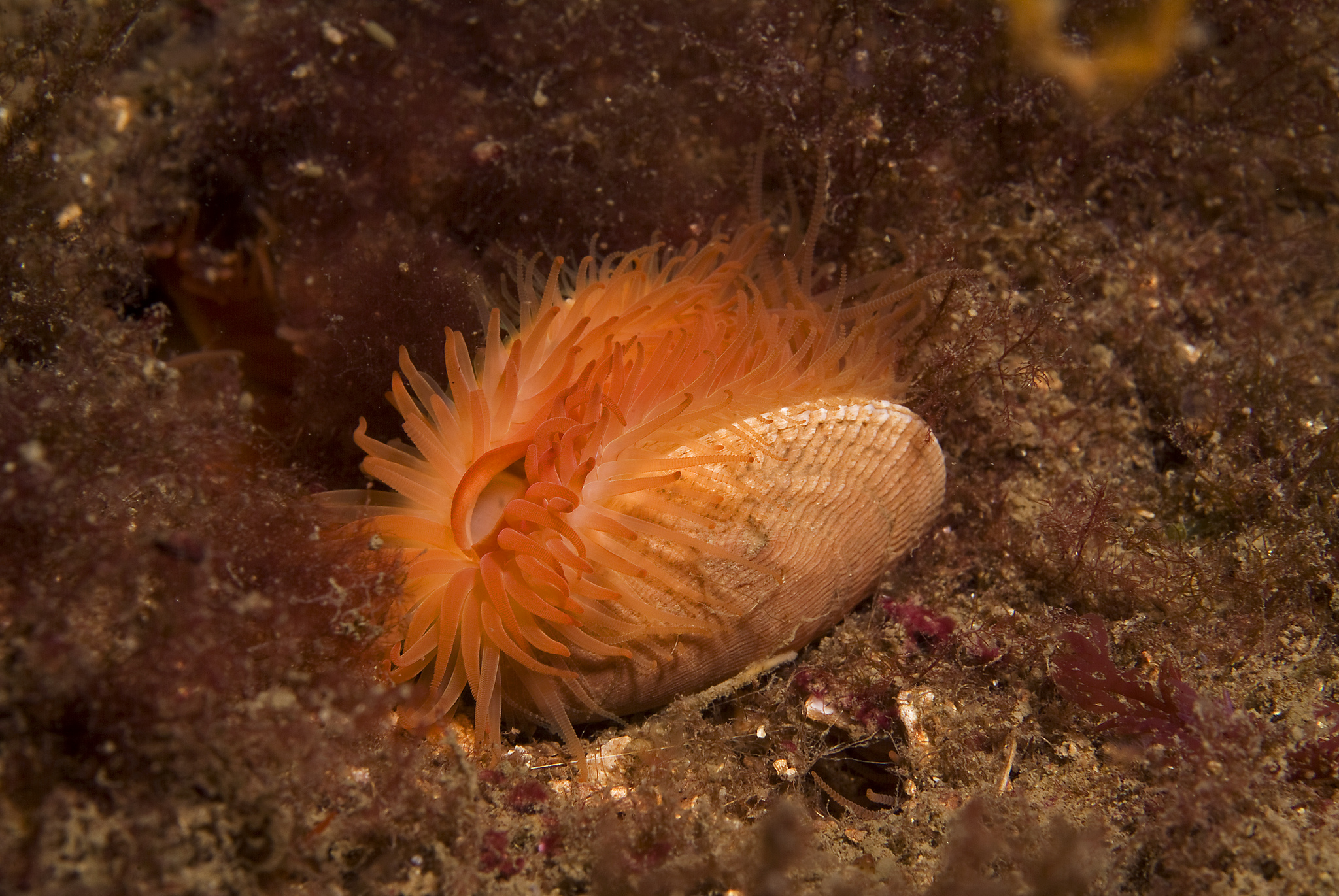
Limaria hians.